# Tape (film)
Pour les articles homonymes, voir Tape.
Pour plus de détails, voir Fiche technique et Distribution.
Tape est un film américain réalisé par Richard Linklater, sorti en 2001. C'est l'adaptation de la pièce de théâtre du même nom publiée par Stephen Belber en 2000.

## Synopsis
Le film entier se déroule dans la chambre d'un motel à Lansing dans le Michigan. Vince, un trafiquant de drogue, loue une chambre dans sa ville natale pour soutenir son ami d'enfance qui participe au East Lansing Film Festival.

## Fiche technique
- Titre français : Tape
- Réalisation : Richard Linklater
- Scénario : Stephen Belber d'après sa propre pièce de théâtre
- Pays d'origine : États-Unis
- Format : Couleurs - 35 mm - 1,85:1 - Dolby
- Genre : drame
- Durée : 86 minutes
- Date de sortie : 2001

## Distribution
- Ethan Hawke : Vince
- Robert Sean Leonard : Jon
- Uma Thurman : Amy